# تئوفیل دو ویو
تئوفیل دو ویو (به فرانسوی: Théophile de Viau) شاعر و نمایش‌نامه نویس قرن شانزدهم میلادی اهل فرانسه است.
سال ۱۶۱۹ میلادی به دلیل مذهب و سبک زندگی افسار گسیخته اش فرانسه را به مقصد انگلستان ترک کرد.
سال ۱۶۲۰ میلادی به دادگاه بازگشت.
در سال ۱۶۲۲ میلادی مجموعه اشعار Le Parnasse satyrique با نام او منتشر شد. گرچه بیشتر اشعار توسط دیگران نوشته شده بود.
سال ۱۶۲۳ میلادی توسط یسوعیان محکوم شد؛ و به نظر می‌رسد تا نوتردام در پاریس پابرهنه برده شده و زنده سوزانده شده‌است.
از آثار:
این جویبار رو به بالا می‌رود،
گاوی روی برج ناقوس رفته است...
ماری کرکسی را می‌درد.
آتش در درون یخ شعله می‌کشد
خورشید سیاه شده‌است.